# Reprezentacja Turcji w futsalu mężczyzn
Reprezentacja Turcji w futsalu – zespół futsalowy, biorący udział w imieniu Turcji w meczach i sportowych imprezach międzynarodowych, powoływany przez selekcjonera, w którym mogą występować wyłącznie zawodnicy posiadający obywatelstwo tureckie. Za jego funkcjonowanie odpowiedzialny jest Türkiye Futbol Federasyonu.

## Udział w mistrzostwach świata
- 2008 – Nie zakwalifikowała się
- 2012 – Nie zakwalifikowała się
- 2016 – Nie zakwalifikowała się

## Udział w mistrzostwach Europy
- 2007 – Nie zakwalifikowała się
- 2010 – Nie zakwalifikowała się
- 2012 – Faza grupowa
- 2014 – Nie zakwalifikowała się